# Indolo-3-acetaldeide reduttasi (NADPH)
La indolo-3-acetaldeide reduttasi (NADPH) è un enzima appartenente alla classe delle ossidoreduttasi, che catalizza la seguente reazione:
(indol-3-il)etanolo + NADP+ ⇄ (indol-3-il)acetaldeide + NADPH + H+